# The Jolson Story
The Jolson Story (bra Sonhos Dourados) é um filme norte-americano de 1946, do gênero drama biográfico-musical, dirigido por Alfred E. Green e estrelado por Larry Parks e Evelyn Keyes.

## Produção

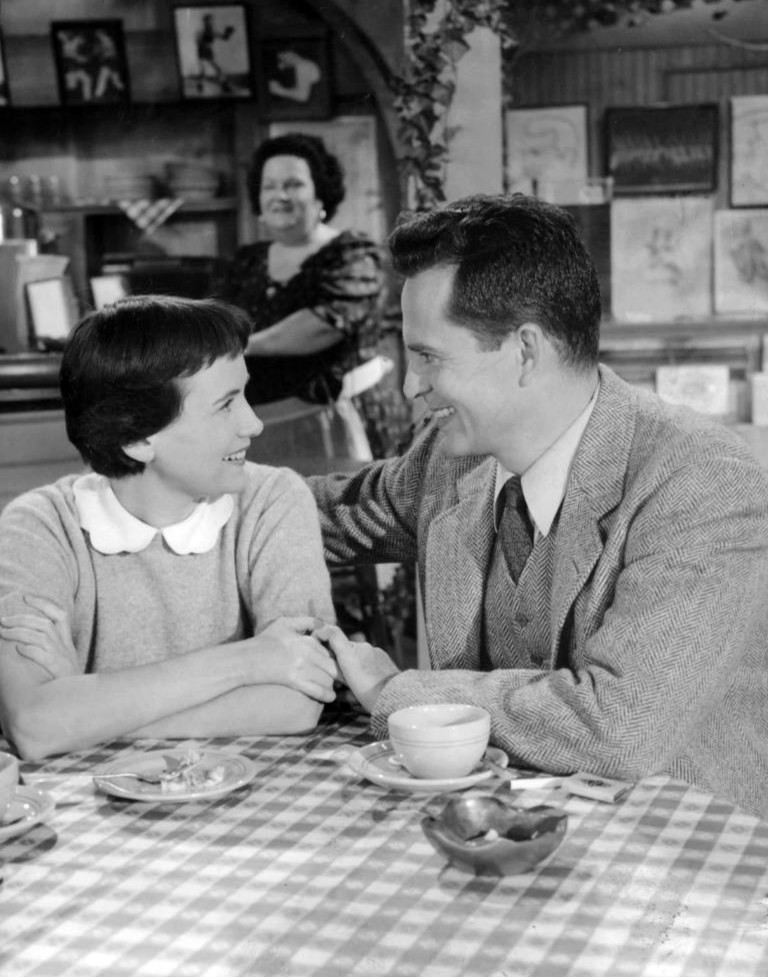
Larry Parks e Teresa Wright no programa televisivo Ford Theatre, em 1954. Após o estrelato conquistado por The Jolson Story e sua continuação (Jolson Sings Again, 1949), Parks, ex-membro do Partido Comunista, teve problemas com o Comitê de Atividades Antiamericanas e perdeu o contrato com a Columbia. Só conseguiria trabalho no cinema anos mais tarde, e como coadjuvante. Depois de alguns programas de TV e uma participação em Freud (1962), sua carreira chegou ao fim.

Al Jolson era um dos poucos ídolos de Harry Cohn, o chefe de produção da Columbia Pictures, ele mesmo também vindo do vaudeville. Assim, quando o projeto de uma biografia do grande entertainer foi recusado pela Warner Bros., Cohn foi simpático à ideia, o que pode ser interpretado em parte como um gesto sentimental.
Até sua bombástica aparição em Rhapsody in Blue (1945), Al Jolson, o astro de The Jazz Singer, o primeiro filme sonoro, já era considerado uma relíquia dos tempos heroicos do cinema. O sucesso daquele filme resultou nesta biografia que peca por não ser exatamente fiel aos fatos, mas que encantou a crítica pelo alto teor de entretenimento.
Jolson, já na casa dos 60 anos, tentou interpretar a si mesmo; porém, após um teste bisonho, o papel foi oferecido a e recusado por James Cagney, Danny Thomas (que não quis dar um jeito em seu nariz, considerado muito grande...), José Ferrer e Richard Conte. Por fim, a parte foi entregue ao semidesconhecido Larry Parks, cuja atuação foi premiada pela Academia com uma indicação ao Oscar, a única de sua carreira. Jolson, a título de consolação, orientou o ator e emprestou sua voz nos números musicais. Ele também apareceu em carne e osso na recriação de Swanee, a mesma sequência que lhe devolveu a fama em Rhapsody in Blue.
Ao todo, o filme foi indicado em seis categorias do Oscar, tendo vencido em duas: melhor trilha sonora (filme musical) e melhor mixagem de som. Ao fim e ao cabo, este que foi o maior sucesso comercial da Columbia até então fez mais pela carreira de Jolson que pela de Parks, que pouco se beneficiou da exposição que o filme lhe trouxe.
Na trilha sonora há lugar para canções de Irving Berlin e dos irmãos George e Ira Gershwin, além da Ave Maria de Schubert.
A continuação de 1949, Jolson Sings Again, além de Parks, teve vários outros nomes do elenco repetindo seus papéis. Igualmente bem sucedida, ela recebeu três indicações da Academia.

## Sinopse
Washington, início do século XX. Garoto judeu prefere cantar a seguir os estudos religiosos, conforme desejo de seu pai. Torna-se artista do vaudeville, encanta-se com o jazz, junta-se a uma companhia de blackface, casa-se com uma não judia, atinge o estrelato, deixa crescer o ego, estraga a vida... mas não abandona o show biz.

## Premiações
| Prêmio/Evento | Categoria               | Recipiente       | Situação |
| ------------- | ----------------------- | ---------------- | -------- |
| Oscar 1947    | Melhor ator             | Larry Parks      | Indicado |
| Oscar 1947    | Melhor ator coadjuvante | William Demarest | Indicado |
| Oscar 1947    | Melhor fotografia       | Joseph Walker    | Indicado |
| Oscar 1947    | Melhor edição           | William A. Lyon  | Indicado |
| Oscar 1947    | Melhor trilha sonora    | Morris Stoloff   | Venceu   |
| Oscar 1947    | Melhor som              | Hugh McDowell    | Venceu   |

## Elenco
| Ator/Atriz          | Personagem                          |
| ------------------- | ----------------------------------- |
| Larry Parks         | Al Jolson                           |
| Evelyn Keyes        | Julie Benson                        |
| William Demarest    | Steve Martin                        |
| Bill Goodwin        | Tom Baron                           |
| Ludwig Donath       | Cantor oficiante Yoelson            |
| Scotty Beckett      | Asa Yoelson (Al Jolson na infância) |
| Tamara Shayne       | Mãe de Asa Toelson                  |
| Jo-Carroll Dennison | Ann Murray                          |
| John Alexander      | Lew Dockstader                      |
| Ernest Cossart      | Padre McGee                         |